# Holtomiglan
A Holtomiglan (eredeti cím: Till Death) 2021-es amerikai filmthriller, amelyet Jason Carvey forgatókönyvéből S.K. Dale rendezett. A főbb szerepekben Megan Fox, Callan Mulvey, Eoin Macken, Aml Ameen és Jack Roth látható.
Amerikában a Screen Media Films 2021. július 2-án mutatta be korlátozott számú mozikban. Általánosságban pozitív véleményeket kapott a kritikusoktól, kiemelve Fox alakítását és Dale rendezését.

## Cselekmény
Emma boldogtalan házasságban él a rideg és irányító férjével, Markkal, aki büntetőügyvédként dolgozik. Miután véget vetett a viszonyának Tommal, Emma Markkal elmegy megünnepelni az évfordulójukat. Mark acélból készült nyaklánccal lepi meg Emmát, és elviszi egy eldugott tóparti házba, ahová kapcsolatuk elején gyakran jártak. Aznap este Mark bocsánatot kér a múltbeli viselkedéséért, és szeretkeznek.
Másnap reggel Emma arra ébred, hogy Markhoz van bilincselve. A férfi hirtelen fejbe lövi magát. Kénytelen a holttestét mindenhová magával hurcolni, majd rájön, hogy Mark tönkretette a telefonját, és minden éles tárgyat eltávolított a házból. Végül megtalálja a terepjárójuk kulcsait, és eljut a garázsba. Megpróbálja beindítani a járművet, de a motor nem indul be, és látja, hogy Mark kiszivattyúzta a benzintartályt. A kocsi hangja egy gúnyos üzenetet játszik le Marktól, amelyből kiderül, hogy tudott a lány és Tom viszonyáról.
Órákkal később Tom megérkezik a tóparti házhoz. Elmondja Emmának, hogy Markot kizárják a kamarából, mert illegális tevékenységet folytatott a rendelőjében. Egy titokzatos teherautót látnak közeledni a ház felé. Emma elbújik, miközben Tom egy Jimmy nevű férfit üdvözöl a teherautóból. Jimmy azt mondja, azért van ott, hogy megjavítsa a vízvezetéket, és nem hajlandó elmenni, hiába próbálja Tom lebeszélni. Jimmy testvére, Bobby kiszáll a teherautóból, és halálra szúrja Tomot. Kiderül, m Bobby egy zaklató volt, aki egyszer megtámadta Emmát, és 10 év után most szabadult a börtönből.
Emmának sikerül elmenekülnie a férfiak elől, és eljut a csónakházig. Egy horgony segítségével elvágja magát Mark holttestétől, és elrejtőzik, amikor a férfiak belépnek a fészerbe. Emma meghallja, amint elárulják, hogy Mark felbérelte őket a megölésére, és meg kell találniuk a gyémántokat, amelyeket ígértek nekik. Bobby azt gyanítja, a gyémántok a hálószoba széfjében vannak, amihez Mark ujjlenyomatára és egy kódra van szükség, amit Emma ismerhet.
Miközben a férfiak átkutatják a házat, Emma talál egy üzemanyagkannát, és megpróbálja megtankolni a terepjárót, de Bobby kiszúrja a kerekeket. Emma ezután a padlásra megy és odacsalja a férfiakat. Egy golfütővel kiüti Bobbyt, Jimmyt pedig bezárja egy közeli szobába. Megpróbál elmenekülni Tom autójával, de Bobby nem engedi. Emmának sikerül tárcsáznia a 911-et Tom telefonján, mielőtt eszméletét veszti. Később a hálószobában ébred fel, ismét Mark testéhez bilincselve. Bobby elmondja Emmának, hogy a széf kódja az a dátum, amikor Mark megkérte a kezét. Amikor Emma nem hajlandó együttműködni, Bobby megfenyegeti, hogy megkínozza. Jimmy tiltakozik, és Mark fegyverét Bobbyra szegezi. Emma beleegyezik, hogy felfedje a kódot, ha előbb őt engedik szabadon. Emmát megbilincselik, és elmondja a kódot. Bobby kinyitja a széfet, de csak egy fémfűrészt talál, amire fel van írva egy nyom, miszerint a gyémántok Emma nyakláncában vannak. Bobby rájön, a nyakláncot csak Emma lefejezésével lehet visszaszerezni. Jimmy megpróbálja kicsikarni a fűrészt Bobby kezéből, de véletlenül felnyársalja egy kabátkampó, amibe belehal. Bobby dühében megtámadja Emmát, és lábon szúrja. A nőnek sikerül leküzdenie a férfit, és Bobbyt Mark holttestéhez bilincseli.
Emma eljut Tom teherautójához, Bobby pedig üldözőbe veszi. Elüti Bobbyt a teherautóval, de nekimegy a csónakháznak, és a teherautó elakad a hóban. Emma kiszáll a teherautóból, és a befagyott tavon megküzd Bobbyval. Bobbyt vállon szúrja, amikor a jég bereped. Mark holtteste a tóba zuhan, és magával rántja Bobbyt. Bobbynak sikerül elkapnia Emmát, és őt is magával rántja. Ahogy süllyednek, Emma kikapja a kést Bobby vállából, és szemen szúrja. Mark teste magával rántja Bobbyt a halálba, miközben Emma felúszik a felszínre. A jég tetején fekve Emma leveszi a jegygyűrűjét, és hagyja elsüllyedni a tóba, miközben a háttérben szirénák közeledése hallatszik.

## Szereplők
| Szerep         | Színész       | Magyar hang     |
| -------------- | ------------- | --------------- |
| Emma Davenport | Megan Fox     | Zsigmond Tamara |
| Mark           | Eoin Macken   | Varga Gábor     |
| Bobby Ray      | Callan Mulvey | Király Attila   |
| Jimmy          | Jack Roth     |                 |
| Tom            | Aml Ameen     | Papp Dániel     |

## A film készítése
2020 februárjában jelentették be, hogy Megan Fox csatlakozott a film szereplőgárdájához, a Jason Carvey forgatókönyvéből készült filmet pedig S.K. Dale rendezi. 2020 augusztusában Callan Mulvey, Eoin Macken, Aml Ameen és Jack Roth csatlakozott a stábhoz.
A forgatás 2020 augusztusában kezdődött a bulgáriai Szófiában. A gyártás 2020 márciusában kezdődött volna, de a COVID-19 világjárvány miatt elhalasztották.
Négy-öt héten keresztül Fox minden jelenetben egy bolgár kaszkadőrt vonszolt a padlón, és az USA és Bulgária közötti időeltolódás miatt naponta csak két-három órát aludt.

## Bemutató
2021 májusában a Screen Media Films megvásárolta a film forgalmazási jogait. A Holtomiglan 2021. július 2-án került bemutatásra az Egyesült Államokban korlátozott számú mozikban, és ezzel egyidejűleg Video on Demand-on is megjelent.
A PostVOD-nak (a Screen Engine által) jelentett, 2021. július elején közzétett adatok szerint a Holtomiglan a második helyen végzett a VOD-on a közönség által legjobban nézett alacsony költségvetésű filmek között.
Jacob Oller, a Paste Magazine munkatársa a film előzetesét a hét legjobbjai közé sorolta 2021 júniusában.